# Alfred B. Kittredge

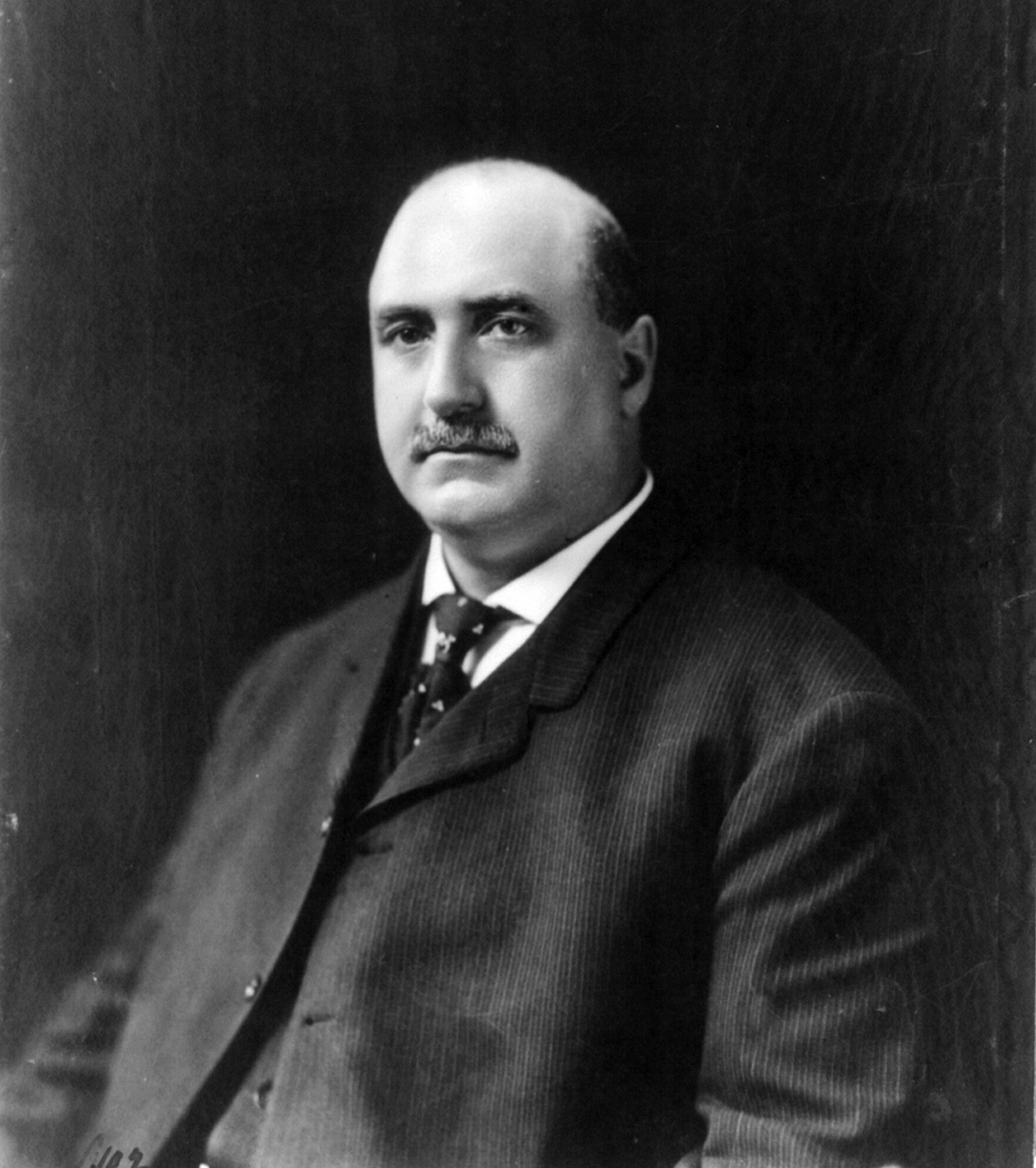
Alfred B. Kittredge

Alfred Beard Kittredge (* 28. März 1861 in Nelson, Cheshire County, New Hampshire; † 4. Mai 1911 in Hot Springs, Arkansas) war ein US-amerikanischer Politiker (Republikanische Partei), der den Bundesstaat South Dakota im US-Senat vertrat.

## Leben
Nach dem Besuch der öffentlichen Schulen setzte Alfred Kittredge seine Ausbildung an der Yale University fort. Er machte dort 1882 seinen Abschluss und bestand 1885 sein juristisches Examen an der Law School in Yale, woraufhin er in die Anwaltskammer aufgenommen wurde und in Sioux Falls, der größten Stadt South Dakotas, zu praktizieren begann. Dort begann auch seine politische Laufbahn als Mitglied des Staatssenats zwischen 1889 und 1891. Von 1892 bis 1896 gehörte er dem Republican National Committee an.
Nach dem Tod von US-Senator James H. Kyle wurde Kittredge zu dessen Nachfolger im Kongress in Washington ernannt. Er nahm sein Mandat ab dem 11. Juli 1901 wahr und entschied die folgende Nachwahl ebenso für sich wie die Wiederwahl im Jahr 1903. Nach Ablauf dieser Amtszeit bewarb er sich vergeblich um die erneute Nominierung durch seine Partei, die stattdessen an Coe I. Crawford ging. In der Folge arbeitete er wieder als Anwalt.